# 日尼博羅德

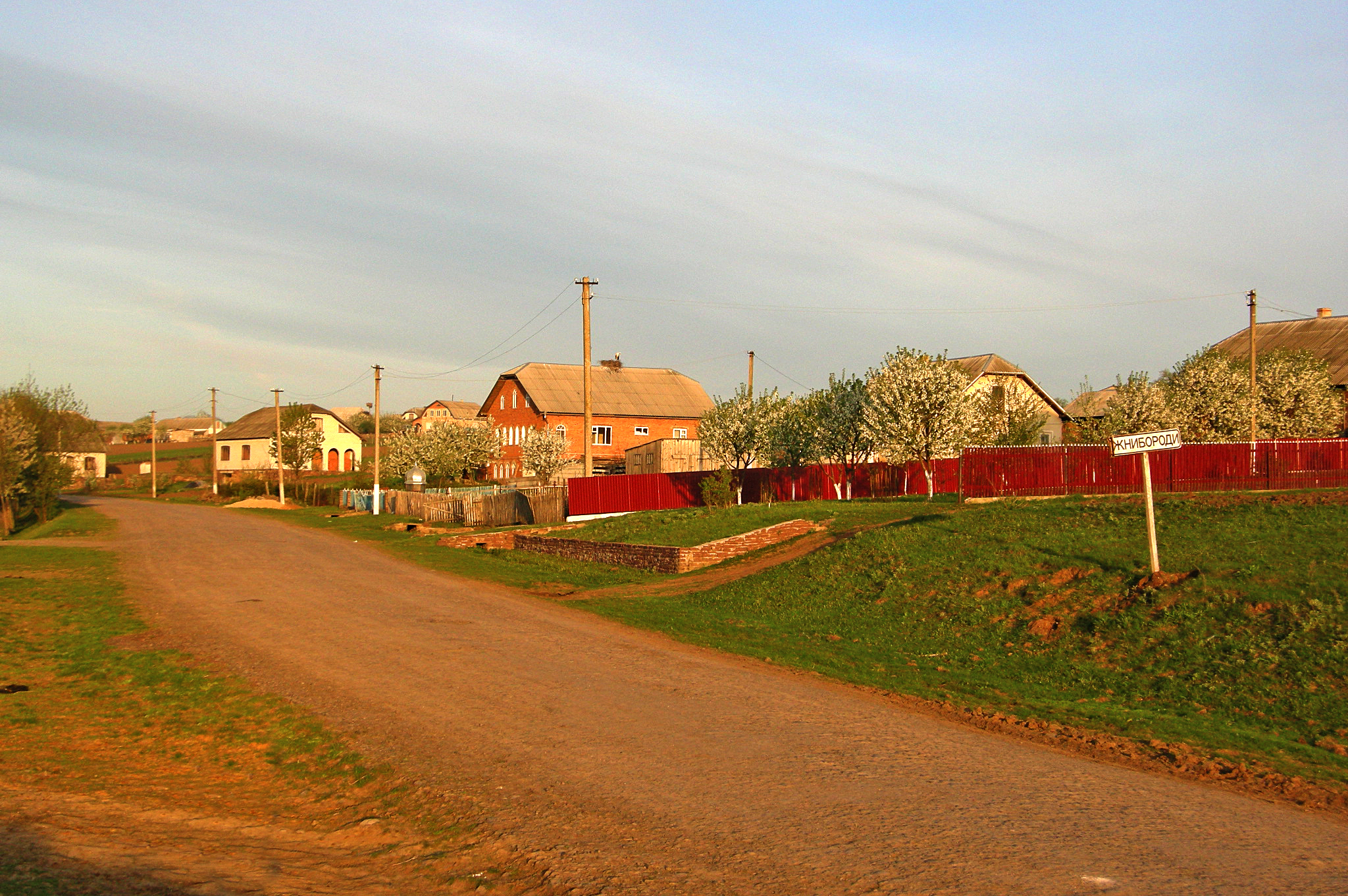

日尼博羅德（羅馬化：Zhnyborody）是位於烏克蘭西部特諾皮爾州裏喬爾特基夫區的村莊，處於斯特里帕河附近，面積0.92平方公里，海拔高度370米，2014年人口682。
48°54′1″N 25°26′24″E / 48.90028°N 25.44000°E